# 人民幣業務傑出大獎
人民幣業務傑出大獎（英語：The RMB Business Outstanding Awards）由新城財經台、香港大公文匯傳媒集團合辦。在中國《十二五規劃綱要》中港澳部分單獨成章，內容強調中央支持香港發展成為離岸人民幣業務中心和國際資產管理中心。國務院副總理李克強於2011年8月訪港其間，宣布一系列支持香港在《十二五規劃綱要》下金融發展的措施。為表揚金融機構的貢獻，對銀行、證券、保險和基金等金融機構的表現作出嘉許，對傑出產品加以認同。通過人民幣業務傑出大獎進一步推動離岸人民幣業務，加速發展香港離岸人民幣業務中心之地位。 

## 舉辦地點及出席代表

### 第一屆
首屆於2012年12月12日在香港尖沙咀喜來登酒店舉行頒獎禮。出席頒獎禮的嘉賓包括中聯辦經濟部副部長楊益和許琳、香港特區政府財經事務及庫務局常任秘書長區璟智、新城廣播有限公司董事總經理馬健生及副董事總經理宋文禧、香港文匯報董事總經理歐陽曉晴、財務總監邵詩利以及各財金界專業人士。 

### 第二屆
第二屆於2013年6月27日在香港會議展覽中心君爵廳舉行，並加入了離岸人幣中心論壇。出席頒獎禮的嘉賓包括中聯辦行政財務部部長許琳、中聯辦經濟部副部長楊益、財庫局常任秘書長（財經事務）區璟智、金管局助理總裁（外事）朱立翹、證監會投資產品高級總監蔡鳳儀、港交所股本證券與定息產品及貨幣業務部聯席主管陳秉強、銀行公會署理主席譚何錦文、立法會議員（金融界） 吳亮星、恒生管理學院院長兼金融學教授蘇偉文、新城廣播董事總經理馬健生、新城廣播副董事總經理宋文禧、香港文匯報總經理張錦川、香港文匯報財務總監邵詩利及金融界專業人士出席。 

### 第三屆
第三屆於2014年6月26日在香港會議展覽中心君爵廳舉行，離岸人幣中心論壇亦將同時舉辦。論壇由霍廣文先生主持，講者包括中國銀行鄂志寰副總、渣打銀行劉潔策略師、恒生銀行顏劍文先生。出席活動的嘉賓眾多，包括財經事務及庫務局局長陳家強、中聯辦經濟部部長孫湘一、中聯辦經濟部副部長楊益，及新城廣播有限公司董事總經理馬健生、副董事總經理宋文禧、香港文匯報董事總經理歐陽曉晴、金融界立法會議員吳亮星等等。 
陳家強局長致辭時表示：「這論壇標誌人民幣市場在香港成立有重大意義。」

### 第四屆
第四屆將於2015年6月15日周一在香港會議展覽中心君爵廳舉行，離岸人幣中心論壇亦將同時舉辦。出席活動的嘉賓眾多，包括財經事務及庫務局局長陳家強、中聯辦經濟部副部長楊益，及新城廣播有限公司董事總經理馬健生、副董事總經理宋文禧、香港文匯報董事總經理歐陽曉晴、金融界立法會議員吳亮星及張華峰等等。

### 第五屆
第五屆於2016年6月16日周四在香港會議展覽中心君爵廳舉行，離岸人幣中心論壇亦同時舉辦。是次論壇主講嘉賓陣容强大，邀請「一帶一路國際發展聯盟」顧問梁愛詩致開幕辭，其他講者還包括：香港银行公會署理主席凌嘉敏，及前海管理局香港事務首席聯絡官洪為民，共同探討“一帶一路”所帶來的機遇。

### 第六屆
第六屆於2017年6月15日周四在香港會議展覽中心君爵廳舉行，藉着回歸20周年，將同時舉辦離岸人幣中心及一帶一路論壇，主題為「一帶一路的粤港澳大灣區金融角色」；午餐會演講嘉賓再次邀請到特區政府財經事務及庫務局局長陳家強教授發言。

### 第七屆
第七屆於2018年6月5日周二在香港會議展覽中心君爵廳舉行，自2012年至今已提連續第七年成功舉辦。出席及上台的包括了全國政協常委唐英年、財經事務及庫務局副局長陳浩濂、中聯辦經濟部副部長劉亞軍、前海國際聯絡服務有限公司副總經理黃麗芳、全國政協委員劉炳章、江蘇政協委員張玥、中國銀行香港資深經濟研究員戴道華、中國銀行香港資深經濟研究員王春新、東驥基金管理董事總經理龐寶林、GFI（HK）Brokers北亞地區行政總裁陸景生、香港城市大學MBA課程協理主任陳鳳翔、香港大公文匯傳媒集團副總經理江正銀、香港大公文匯傳媒集團助理總經理張錦川，以及新城廣播有限公司董事總經理宋文禧。年度論壇上籲港抓緊大灣區契機，力拓跨境人民幣業務。。

### 第八屆
第八屆於2019年6月11日在香港會議展覽中心君爵廳舉行，活動稱為《香港離岸人民幣中心年度論壇暨人民幣業務傑出大獎2019》，主禮嘉賓包括財經事務及庫務局局長劉怡翔、香港科技大學工商管理學院兼任教授及院長資深顧問陳家強、中聯辦經濟部副部長劉亞軍、中銀香港首席經濟學家鄂志寰、前海管理局香港事務首席聯絡官洪為民、香港大公文匯傳媒集團大公報副總編輯韓紀文、香港大公文匯傳媒集團副總經理張錦川，以及新城廣播有限公司董事總經理宋文禧。

### 第九屆
因為「2019冠狀病毒病」的影響，第九屆比賽推遲至2020年10月8日周五舉行，地點在香港會議展覽中心君爵廳。
也為了響應多個金融監管機構和環境局推動的綠色和可持續金融發展。本屆首次引入多個相關獎項，包括「綠色可續發展大獎」和「社會可持續發展大獎」，並擴闊參賽者予更廣大的持份者，包括金融機構的服務對象，即所有上市或非上市的企業。

### 第十屆
第十屆比賽於2021年10月15日周五舉行，地點轉往香港JW萬豪酒店3樓宴會廳。並繼續以獨立網頁介紹和成績公布。榮譽評審主席是范鴻齡先生，評審委員會執行主席是陳鳳翔博士。

### 第十一屆
第十一屆比賽於2022年9月20日周二於香港JW萬豪酒店3樓宴會廳舉行。獨立網頁有詳細介紹和成績公布。歷屈評審委員會執行主席仍然是陳鳳翔博士。

### 第十二屆
第十二屆比賽於2023年9月25日周一舉行於香港JW萬豪酒店3樓宴會廳舉行。同場舉辦論壇的主題為：「人民幣走向國際．雙櫃台投資多元。」

### 第十三屆
第十三屆比賽於2024年9月23日周一舉行於港島海逸君綽酒店一樓宴會廳舉行，正值今年國家成立75周年，這屆比賽命名為「國慶75周年人民幣發展貢獻大獎」。同場舉辦論壇的主題為：「透過互聯互通加強金融強國建設」